# 桂林市
桂林市（けいりん-し）は中華人民共和国広西チワン族自治区に位置する地級市。珠江の支流である漓江に沿う街である。カルスト地形でタワーカルストが林立する様が街中から見ることができ、絵のように美しい風景に恵まれ、世界遺産にも登録された中国南方カルストの一部となっていて、世界的な観光地である。国家歴史文化名城。

## 地理
秦の始皇帝が築いた運河である霊渠（れいきょ）は、長江の支流の湘江と、珠江最大の支流である西江へと流れる漓江とを結ぶ運河で、桂林市興安県にあり現在も運用されている。桂林は湘江から漓江にかけての回廊の中でも最大級の盆地がある場所に建てられた街である。
漓江に沿って4億年以上前に海底が隆起しその後の浸食を受けたカルスト地形の山並みが続く。桂林の岩溶研究所をかつて著名な英国のカルスト地形学者Marjorie Sweetingが訪れた際、もしもここの石灰岩地形が最初に研究されていたなら、カルストに代わってグイリン（桂林）という語が生まれていたことだろうと語ったという（同研究所所長袁道先博士談； カルスト地形#語源を参照）。

## 観光
地形を利用した岩登りが盛んで、国内外から多くのロッククライマーが訪れる。漓江の支流の遇龍河では穏やかな流れを利用して筏下りが楽しまれる。

## 歴史
古来、百越の住む地であり、秦の始皇帝が征服して桂林郡を設置した。111年に始安県が設置され、湖南省に近いため、荊州零陵郡に属した。269年始安郡始安県が置かれて初めて現在の桂林の町が形成された。
明清時代には長く広西の行政的中心（省会）であったが、1913年に省会は南寧に移り、1936年戦争が迫ったため桂林に戻り、1940年市制施行された。1944年日本軍が占領。解放後、1950年にまた南寧に移動。

## 気候
ケッペンの気候区分では温暖湿潤気候（Cfa）に属する。
| 桂林 1991−2020,極端 1951−2010の気候       | 桂林 1991−2020,極端 1951−2010の気候 | 桂林 1991−2020,極端 1951−2010の気候 | 桂林 1991−2020,極端 1951−2010の気候 | 桂林 1991−2020,極端 1951−2010の気候 | 桂林 1991−2020,極端 1951−2010の気候 | 桂林 1991−2020,極端 1951−2010の気候 | 桂林 1991−2020,極端 1951−2010の気候 | 桂林 1991−2020,極端 1951−2010の気候 | 桂林 1991−2020,極端 1951−2010の気候 | 桂林 1991−2020,極端 1951−2010の気候 | 桂林 1991−2020,極端 1951−2010の気候 | 桂林 1991−2020,極端 1951−2010の気候 | 桂林 1991−2020,極端 1951−2010の気候 |
| 月                                        | 1月                                 | 2月                                 | 3月                                 | 4月                                 | 5月                                 | 6月                                 | 7月                                 | 8月                                 | 9月                                 | 10月                                | 11月                                | 12月                                | 年                                  |
| ----------------------------------------- | ----------------------------------- | ----------------------------------- | ----------------------------------- | ----------------------------------- | ----------------------------------- | ----------------------------------- | ----------------------------------- | ----------------------------------- | ----------------------------------- | ----------------------------------- | ----------------------------------- | ----------------------------------- | ----------------------------------- |
| 最高気温記録 °C （°F）                    | 27.6 (81.7)                         | 32.8 (91)                           | 33.7 (92.7)                         | 35.6 (96.1)                         | 35.4 (95.7)                         | 37.4 (99.3)                         | 39.5 (103.1)                        | 39.4 (102.9)                        | 38.5 (101.3)                        | 35.2 (95.4)                         | 31.4 (88.5)                         | 27.6 (81.7)                         | 39.5 (103.1)                        |
| 平均最高気温 °C （°F）                    | 11.7 (53.1)                         | 14.2 (57.6)                         | 17.5 (63.5)                         | 23.7 (74.7)                         | 27.9 (82.2)                         | 30.5 (86.9)                         | 32.8 (91)                           | 33.2 (91.8)                         | 30.8 (87.4)                         | 26.3 (79.3)                         | 20.8 (69.4)                         | 14.9 (58.8)                         | 23.69 (74.64)                       |
| 日平均気温 °C （°F）                      | 8.4 (47.1)                          | 10.6 (51.1)                         | 13.9 (57)                           | 19.6 (67.3)                         | 23.7 (74.7)                         | 26.6 (79.9)                         | 28.4 (83.1)                         | 28.4 (83.1)                         | 26 (79)                             | 21.5 (70.7)                         | 16.2 (61.2)                         | 10.8 (51.4)                         | 19.51 (67.13)                       |
| 平均最低気温 °C （°F）                    | 6.1 (43)                            | 8.3 (46.9)                          | 14.1 (57.4)                         | 16.6 (61.9)                         | 20.7 (69.3)                         | 23.8 (74.8)                         | 25.2 (77.4)                         | 25 (77)                             | 22.6 (72.7)                         | 18.3 (64.9)                         | 13.1 (55.6)                         | 8 (46)                              | 16.82 (62.24)                       |
| 最低気温記録 °C （°F）                    | −4.9 (23.2)                         | −3.6 (25.5)                         | 0.0 (32)                            | 4.0 (39.2)                          | 10.7 (51.3)                         | 13.0 (55.4)                         | 18.2 (64.8)                         | 18.3 (64.9)                         | 12.9 (55.2)                         | 6.1 (43)                            | 0.7 (33.3)                          | −3.3 (26.1)                         | −4.9 (23.2)                         |
| 降水量 mm （inch）                        | 68.9 (2.713)                        | 83.9 (3.303)                        | 153 (6.02)                          | 226.7 (8.925)                       | 321.1 (12.642)                      | 448.7 (17.665)                      | 266.3 (10.484)                      | 147.6 (5.811)                       | 80.9 (3.185)                        | 54.9 (2.161)                        | 81.9 (3.224)                        | 54.1 (2.13)                         | 1,988 (78.263)                      |
| 平均降水日数 （≥0.1 mm）                  | 13.5                                | 13.6                                | 19.3                                | 18.5                                | 18.2                                | 18.5                                | 16.1                                | 12.5                                | 7.9                                 | 7.1                                 | 9.2                                 | 10.1                                | 164.5                               |
| % 湿度                                    | 71                                  | 73                                  | 78                                  | 78                                  | 78                                  | 81                                  | 77                                  | 75                                  | 70                                  | 66                                  | 67                                  | 65                                  | 73.3                                |
| 平均月間日照時間                          | 58.4                                | 52.2                                | 55                                  | 78.7                                | 113.1                               | 113.3                               | 180.6                               | 197.2                               | 180.3                               | 157.1                               | 122.9                               | 102.1                               | 1,410.9                             |
| 日照率                                    | 20                                  | 16                                  | 14                                  | 19                                  | 27                                  | 32                                  | 48                                  | 51                                  | 53                                  | 44                                  | 41                                  | 36                                  | 33.4                                |
| 出典：China Meteorological Administration |                                     |                                     |                                     |                                     |                                     |                                     |                                     |                                     |                                     |                                     |                                     |                                     |                                     |

| 桂林市（1981−2010年、極値1951−2010年）の気候                                             | 桂林市（1981−2010年、極値1951−2010年）の気候 | 桂林市（1981−2010年、極値1951−2010年）の気候 | 桂林市（1981−2010年、極値1951−2010年）の気候 | 桂林市（1981−2010年、極値1951−2010年）の気候 | 桂林市（1981−2010年、極値1951−2010年）の気候 | 桂林市（1981−2010年、極値1951−2010年）の気候 | 桂林市（1981−2010年、極値1951−2010年）の気候 | 桂林市（1981−2010年、極値1951−2010年）の気候 | 桂林市（1981−2010年、極値1951−2010年）の気候 | 桂林市（1981−2010年、極値1951−2010年）の気候 | 桂林市（1981−2010年、極値1951−2010年）の気候 | 桂林市（1981−2010年、極値1951−2010年）の気候 | 桂林市（1981−2010年、極値1951−2010年）の気候 |
| 月                                                                                       | 1月                                          | 2月                                          | 3月                                          | 4月                                          | 5月                                          | 6月                                          | 7月                                          | 8月                                          | 9月                                          | 10月                                         | 11月                                         | 12月                                         | 年                                           |
| ---------------------------------------------------------------------------------------- | -------------------------------------------- | -------------------------------------------- | -------------------------------------------- | -------------------------------------------- | -------------------------------------------- | -------------------------------------------- | -------------------------------------------- | -------------------------------------------- | -------------------------------------------- | -------------------------------------------- | -------------------------------------------- | -------------------------------------------- | -------------------------------------------- |
| 最高気温記録 °C （°F）                                                                   | 27.6 (81.7)                                  | 32.8 (91)                                    | 33.7 (92.7)                                  | 35.6 (96.1)                                  | 35.4 (95.7)                                  | 37.4 (99.3)                                  | 39.5 (103.1)                                 | 39.4 (102.9)                                 | 38.5 (101.3)                                 | 35.2 (95.4)                                  | 31.4 (88.5)                                  | 27.6 (81.7)                                  | 39.5 (103.1)                                 |
| 平均最高気温 °C （°F）                                                                   | 11.6 (52.9)                                  | 13.3 (55.9)                                  | 16.9 (62.4)                                  | 23.2 (73.8)                                  | 27.5 (81.5)                                  | 30.5 (86.9)                                  | 32.7 (90.9)                                  | 33.0 (91.4)                                  | 30.6 (87.1)                                  | 25.9 (78.6)                                  | 20.5 (68.9)                                  | 15.1 (59.2)                                  | 23.4 (74.13)                                 |
| 日平均気温 °C （°F）                                                                     | 8.1 (46.6)                                   | 9.9 (49.8)                                   | 13.3 (55.9)                                  | 19.0 (66.2)                                  | 23.3 (73.9)                                  | 26.4 (79.5)                                  | 28.2 (82.8)                                  | 28.2 (82.8)                                  | 25.6 (78.1)                                  | 21.1 (70)                                    | 15.8 (60.4)                                  | 10.6 (51.1)                                  | 19.12 (66.43)                                |
| 平均最低気温 °C （°F）                                                                   | 5.7 (42.3)                                   | 7.6 (45.7)                                   | 10.8 (51.4)                                  | 16.1 (61)                                    | 20.2 (68.4)                                  | 23.5 (74.3)                                  | 24.9 (76.8)                                  | 24.7 (76.5)                                  | 22.2 (72)                                    | 17.7 (63.9)                                  | 12.5 (54.5)                                  | 7.4 (45.3)                                   | 16.11 (61.01)                                |
| 最低気温記録 °C （°F）                                                                   | −4.9 (23.2)                                  | −3.6 (25.5)                                  | 0.0 (32)                                     | 4.0 (39.2)                                   | 10.7 (51.3)                                  | 13.0 (55.4)                                  | 18.2 (64.8)                                  | 18.3 (64.9)                                  | 12.9 (55.2)                                  | 6.1 (43)                                     | 0.7 (33.3)                                   | −3.3 (26.1)                                  | −4.9 (23.2)                                  |
| 降水量 mm （inch）                                                                       | 65.7 (2.587)                                 | 99.2 (3.906)                                 | 136.9 (5.39)                                 | 217.8 (8.575)                                | 324.5 (12.776)                               | 395.2 (15.559)                               | 232.2 (9.142)                                | 147.4 (5.803)                                | 82.2 (3.236)                                 | 66.8 (2.63)                                  | 73.1 (2.878)                                 | 46.8 (1.843)                                 | 1,887.8 (74.325)                             |
| 平均降水日数 （≥0.1 mm）                                                                 | 15.1                                         | 15.5                                         | 18.6                                         | 20.2                                         | 19.0                                         | 17.5                                         | 16.1                                         | 14.8                                         | 8.2                                          | 9.7                                          | 8.7                                          | 9.1                                          | 172.5                                        |
| % 湿度                                                                                   | 73                                           | 75                                           | 79                                           | 80                                           | 79                                           | 81                                           | 79                                           | 77                                           | 72                                           | 68                                           | 67                                           | 66                                           | 74.7                                         |
| 平均月間日照時間                                                                         | 66.9                                         | 50.0                                         | 51.6                                         | 72.6                                         | 109.5                                        | 131.1                                        | 199.4                                        | 204.1                                        | 193.4                                        | 157.1                                        | 134.4                                        | 117.2                                        | 1,487.3                                      |
| 日照率                                                                                   | 20                                           | 16                                           | 14                                           | 19                                           | 27                                           | 32                                           | 48                                           | 51                                           | 53                                           | 44                                           | 41                                           | 36                                           | 33.4                                         |
| 出典1：China Meteorological Data Service Center                                          |                                              |                                              |                                              |                                              |                                              |                                              |                                              |                                              |                                              |                                              |                                              |                                              |                                              |
| 出典2：China Meteorological Administration(precipitation days, sunshine hours 1971-2000) |                                              |                                              |                                              |                                              |                                              |                                              |                                              |                                              |                                              |                                              |                                              |                                              |                                              |

## 行政区画
6市轄区・1県級市・8県・2自治県を管轄下に置く。
- 市轄区：
  - 臨桂区・秀峰区・畳彩区・象山区・七星区・雁山区
- 県級市：
  - 茘浦市
- 県：
  - 陽朔県・霊川県・全州県・興安県・永福県・灌陽県・資源県・平楽県
- 自治県：
  - 龍勝各族自治県・恭城ヤオ族自治県

| 桂林市の地図 |
| --- |
| 1 2 3 4 雁山区 臨桂区 陽朔県 霊川県 全州県 興安県 永福県 灌陽県 竜勝各族 · 自治県 資源県 平楽県 恭城ヤオ族 · 自治県 茘浦市 1. 秀峰区 2. 畳彩区 3. 象山区 4. 七星区 |

### 年表

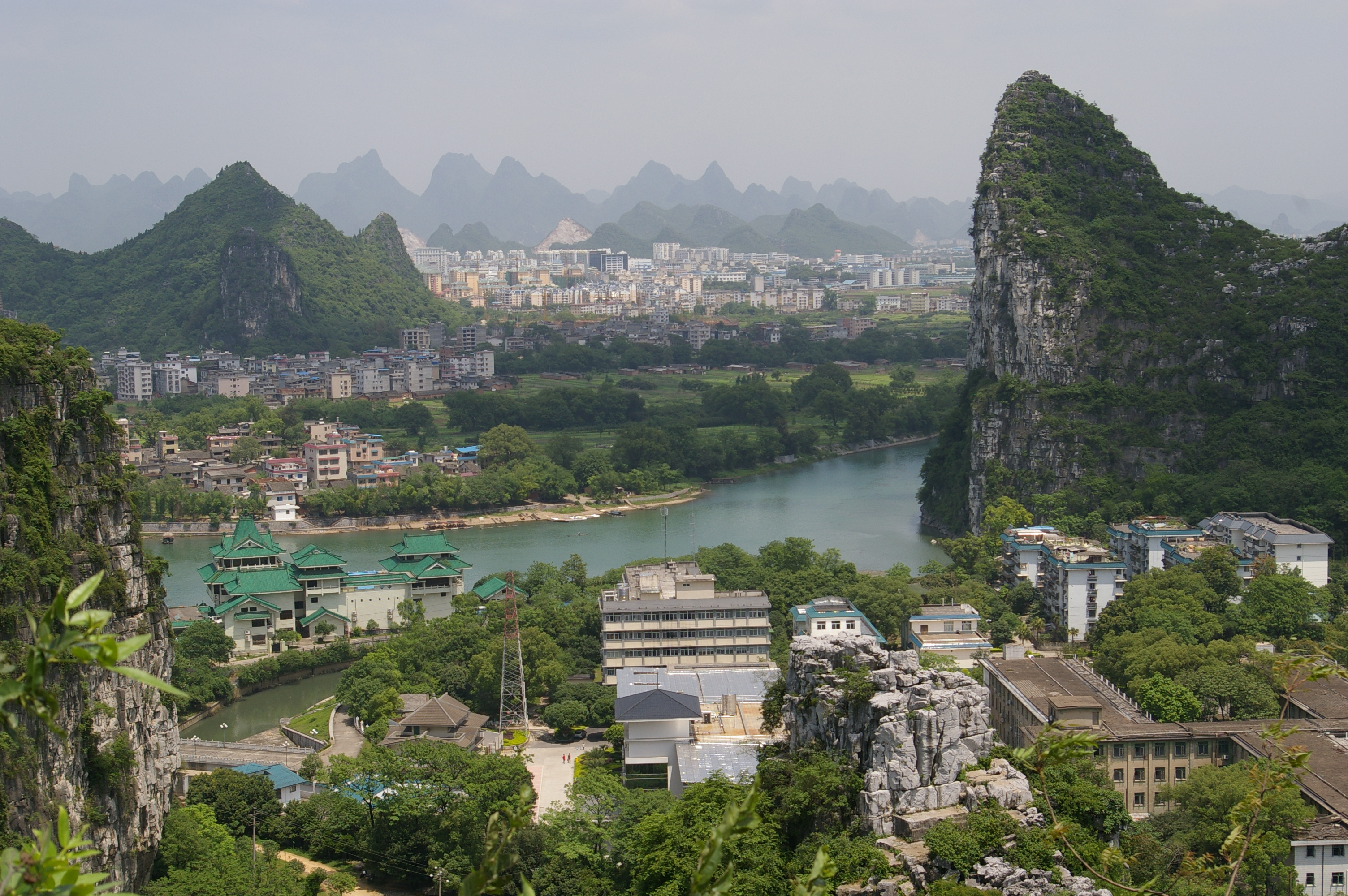
岩峰の間に広がる桂林市街

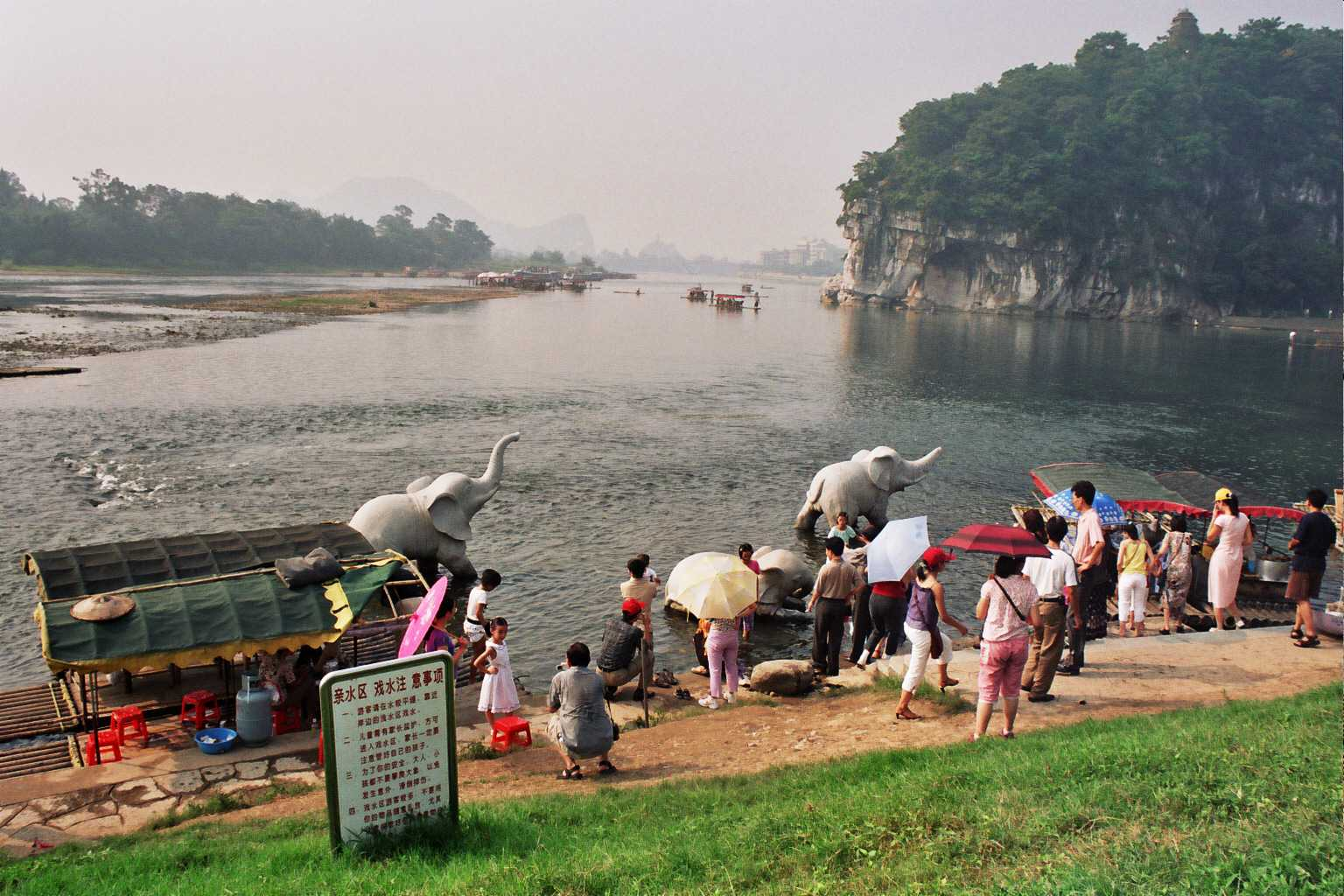
漓江と象鼻山

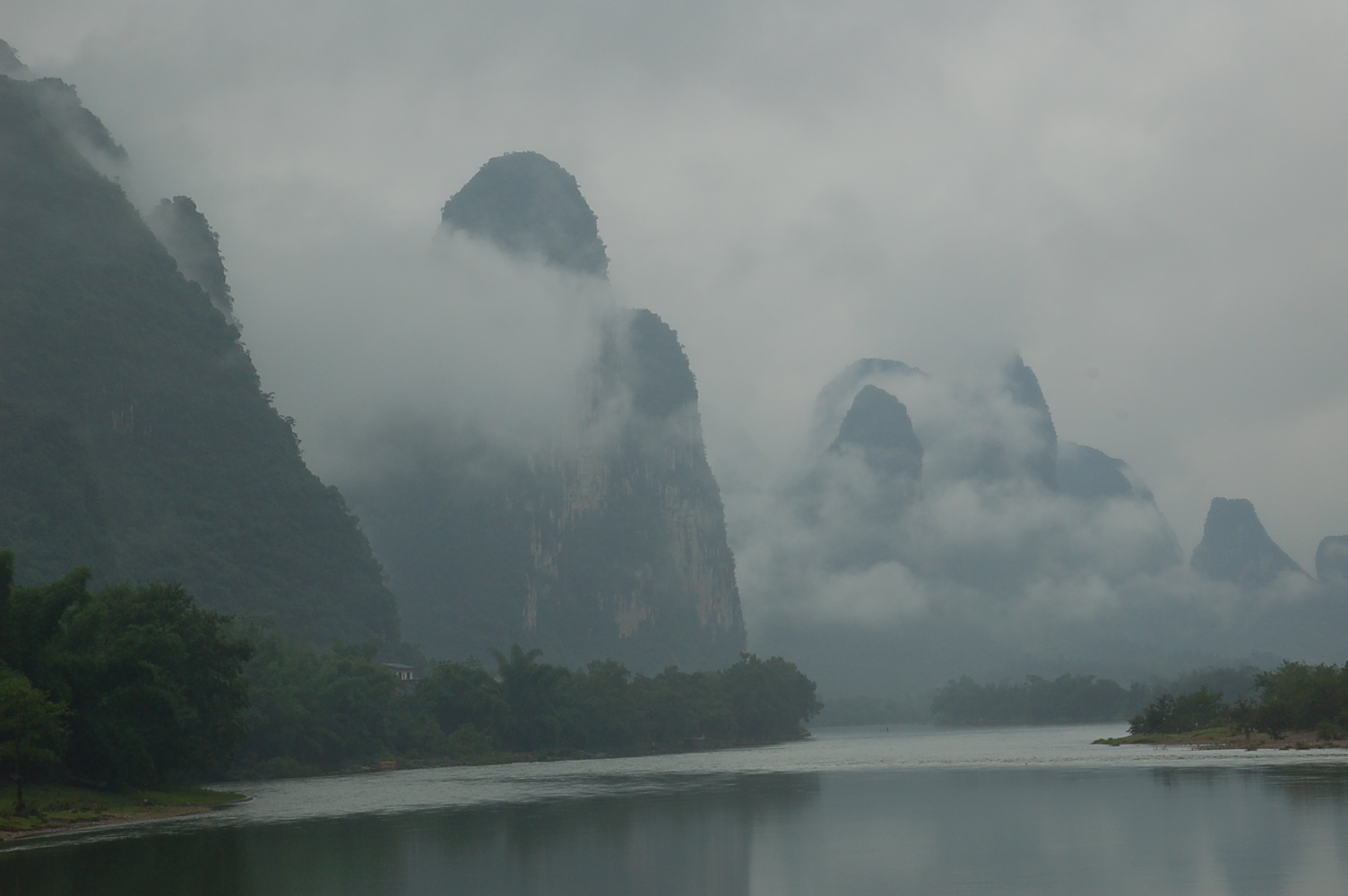
観光名所である漓江から見た幻想的な風景

この節の出典

#### 広西省桂林市
- 1949年10月1日 - 中華人民共和国広西省桂林市が発足。(1市)
- 1951年1月19日 - 一区から四区までの区と東郊区・南郊区・西郊区を設置。(7区)
- 1954年4月14日 - 四区・東郊区・南郊区・西郊区が合併し、近郊区が発足。(4区)
- 1955年9月2日 - 一区・二区・三区が近郊区に編入。(1区)
- 1957年12月20日 - 広西チワン族自治区の成立により、広西チワン族自治区桂林市となる。

#### 広西省桂林専区
- 1949年10月1日 - 中華人民共和国広西省桂林専区が成立。永福県・竜勝県・灌陽県・百寿県・資源県・霊川県・臨桂県・全県・陽朔県・義寧県・興安県が発足。(11県)
- 1950年6月 - 全県の一部が灌陽県に編入。(11県)
- 1951年7月 (11県)
  - 霊川県の一部が臨桂県に編入。
  - 臨桂県の一部が永福県に編入。
- 1951年8月11日 - 湖南省零陵専区零陵県の一部が全県に編入。(11県)
- 1951年8月19日 - 竜勝県が自治区に移行し、竜勝各族自治区となる。(10県1自治区)
- 1952年6月17日 - 湖南省零陵専区道県・零陵県の各一部が全県に編入。(10県1自治区)
- 1952年8月11日 - 義寧県が霊川県・竜勝各族自治区に分割編入。(9県1自治区)
- 1953年3月7日 (9県1自治区)
  - 臨桂県の一部が平楽専区恭城県に編入。
  - 平楽専区恭城県の一部が灌陽県に編入。
- 1953年3月24日 - 永福県の一部が柳州専区融県に編入。(9県1自治区)
- 1953年4月23日 (8県1自治区)
  - 百寿県が永福県に編入。
  - 資源県が全県・興安県に分割編入。
  - 柳州専区鹿寨県を編入。
- 1953年5月27日 - 湖南省湘南行政区道県・零陵県の各一部が全県に編入。(8県1自治区)
- 1953年5月28日 - 鹿寨県の一部が柳州市八区に編入。(8県1自治区)
- 1954年4月 - 湖南省邵陽専区城歩県の一部が竜勝各族自治区に編入。(8県1自治区)
- 1954年6月15日 (8県1自治区)
  - 霊川県が臨桂県に編入。
  - 全県・興安県の各一部が合併し、資源県が発足。
- 1954年7月 - 鹿寨県の一部が桂西チワン族自治区宜山専区石竜県に編入。(8県1自治区)
- 1954年8月23日 - 湖南省邵陽専区城歩県の一部が竜勝各族自治区に編入。(8県1自治区)
- 1955年3月27日 - 鹿寨県の一部が桂西チワン族自治区宜山専区柳城県に編入。(8県1自治区)
- 1955年4月8日 - 興安県の一部が資源県に編入。(8県1自治区)
- 1955年7月11日 - 永福県の一部が桂西チワン族自治区宜山専区融安県に編入。(8県1自治区)
- 1955年8月15日 - 平楽専区茘浦県の一部が鹿寨県に編入。(8県1自治区)
- 1955年9月18日 - 竜勝各族自治区が県制施行し、竜勝各族自治県となる。(8県1自治県)
- 1956年4月9日 (8県1自治県)
  - 臨桂県の一部(六塘区誠桂郷・東山郷の各一部)が陽朔県に編入。
  - 陽朔県の一部(葡萄区人仁郷・馬嵐上郷の各一部)が臨桂県に編入。
- 1956年10月24日 - 鹿寨県の一部が桂西チワン族自治州宜山地区融安県・柳城県に分割編入。(8県1自治県)
- 1957年12月20日 - 広西チワン族自治区の成立により、広西チワン族自治区桂林専区となる。

#### 広西省平楽専区
- 1949年10月1日 - 中華人民共和国広西省平楽専区が成立。平楽県・蒙山県・修仁県・恭城県・昭平県・茘浦県・富川県・賀県・信都県・鍾山県・懐集県が発足。(11県)
- 1951年5月14日 - 懐集県が広東省西江専区に編入。(10県)
- 1952年8月11日 (8県)
  - 修仁県の一部が茘浦県に編入。
  - 修仁県の残部が柳州専区雒容県・榴江県・中渡県と合併し、柳州専区鹿寨県となる。
  - 信都県が賀県に編入。
- 1952年8月 - 容県専区蒼梧県の一部が賀県に編入。(8県)
- 1953年3月7日 (8県)
  - 平楽県・蒙山県の各一部が茘浦県に編入。
  - 茘浦県の一部が平楽県・蒙山県に分割編入。
  - 鍾山県の一部が賀県に編入。
  - 桂林専区臨桂県の一部が恭城県に編入。
  - 恭城県の一部が桂林専区灌陽県に編入。
- 1953年4月10日 - 茘浦県・蒙山県の各一部が柳州専区武宣県・象県の各一部、容県専区桂平県・平南県の各一部と合併し、大瑶山ヤオ族自治区が発足。(8県1自治区)
- 1953年4月23日 - 富川県・鍾山県が合併し、富鍾県が発足。(7県1自治区)
- 1954年9月27日 - 桂西チワン族自治区宜山専区石竜県の一部が大瑶山ヤオ族自治区に編入。(7県1自治区)
- 1954年11月27日 - 賀県の一部が容県専区蒼梧県に編入。(7県1自治区)
- 1955年8月15日 - 茘浦県の一部が桂西チワン族自治区宜山専区石竜県、桂林専区鹿寨県に分割編入。(7県1自治区)
- 1955年9月18日 - 大瑶山ヤオ族自治区が県制施行し、大瑶山ヤオ族自治県となる。(7県1自治県)
- 1957年4月11日 - 大瑶山ヤオ族自治県の一部が容県専区桂平県に編入。(7県1自治県)
- 1957年12月20日 - 広西チワン族自治区の成立により、広西チワン族自治区平楽専区となる。

#### 広西チワン族自治区桂林市(第1次)
- 1958年7月25日 - 桂林市が桂林専区に編入。

#### 広西チワン族自治区桂林地区
- 1958年5月6日 - 興安県の一部が全県に編入。(8県1自治県)
- 1958年7月1日 - 平楽専区茘浦県の一部が鹿寨県に編入。(8県1自治県)
- 1958年7月19日 - 平楽専区平楽県・恭城県・茘浦県を編入。(11県1自治県)
- 1958年7月25日 (1市10県1自治県)
  - 桂林市を編入。桂林市が県級市に降格。
  - 鹿寨県が柳州専区に編入。
- 1959年5月16日 - 興安県の一部が竜勝各族自治県に編入。(1市10県1自治県)
- 1959年7月29日 - 全県が全州県に改称。(1市10県1自治県)
- 1961年5月 - 興安県の一部が竜勝各族自治県に編入。(1市10県1自治県)
- 1961年10月4日 - 竜勝各族自治県の一部が柳州専区三江トン族自治県に編入。(1市10県1自治県)
- 1961年11月25日 - 桂林市が地級市の桂林市に昇格。(10県1自治県)
- 1962年3月27日 - 臨桂県の一部が分立し、霊川県が発足。(11県1自治県)
- 1967年12月 - 梧州専区蒙山県の一部が茘浦県に編入。(11県1自治県)
- 1971年 - 桂林専区が桂林地区に改称。(11県1自治県)
- 1981年5月7日 (10県1自治県)
  - 陽朔県が桂林市に編入。
  - 霊川県の一部が桂林市七星区に編入。
- 1983年10月8日 - 臨桂県が桂林市に編入。(9県1自治県)
- 1990年2月3日 - 恭城県が自治県に移行し、恭城ヤオ族自治県となる。(8県2自治県)
- 1998年8月27日 - 桂林地区が桂林市と合併し、新制の桂林市の発足により消滅。

#### 広西チワン族自治区平楽専区
- 1958年4月18日 - 蒙山県の一部が大瑶山ヤオ族自治県に編入。(7県1自治県)
- 1958年7月1日 - 茘浦県の一部が桂林専区鹿寨県に編入。(7県1自治県)
- 1958年7月19日 
  - 蒙山県・昭平県・賀県・富鍾県が梧州専区に編入。
  - 平楽県・恭城県・茘浦県が桂林専区に編入。
  - 大瑶山ヤオ族自治県が柳州専区に編入。

#### 広西チワン族自治区桂林市(第2次)
- 1961年11月25日 - 桂林専区桂林市が地級市の桂林市に昇格。(1市)
- 1961年12月23日 - 城区・近郊区を設置。(2区)
- 1971年7月 - 近郊区が郊区に改称。(2区)
- 1975年5月22日 - 城区が郊区に編入。(1区)
- 1979年4月13日 - 郊区が分割され、象山区・秀峰区・畳彩区・七星区が発足。(4区)
- 1981年5月7日 (4区1県)
  - 桂林地区陽朔県を編入。
  - 桂林地区霊川県の一部が七星区に編入。
- 1983年10月8日 - 桂林地区臨桂県を編入。(4区2県)
- 1984年6月23日 - 畳彩区・七星区の各一部が合併し、郊区が発足。(5区2県)
- 1996年12月2日 (5区2県)
  - 郊区の一部が畳彩区・秀峰区・象山区・七星区に分割編入。
  - 郊区が雁山区に改称。
- 1998年8月27日 - 桂林市が桂林地区と合併し、新制の桂林市が発足。

#### 広西チワン族自治区桂林市(第3次)
- 1998年8月27日 - 桂林市(5区2県)・桂林地区(8県2自治県)が合併し、新制の桂林市が発足。(5区10県2自治県)
- 2013年1月18日 - 臨桂県が区制施行し、臨桂区となる。(6区9県2自治県)
- 2018年7月2日 - 茘浦県が市制施行し、茘浦市となる。(6区1市8県2自治県)

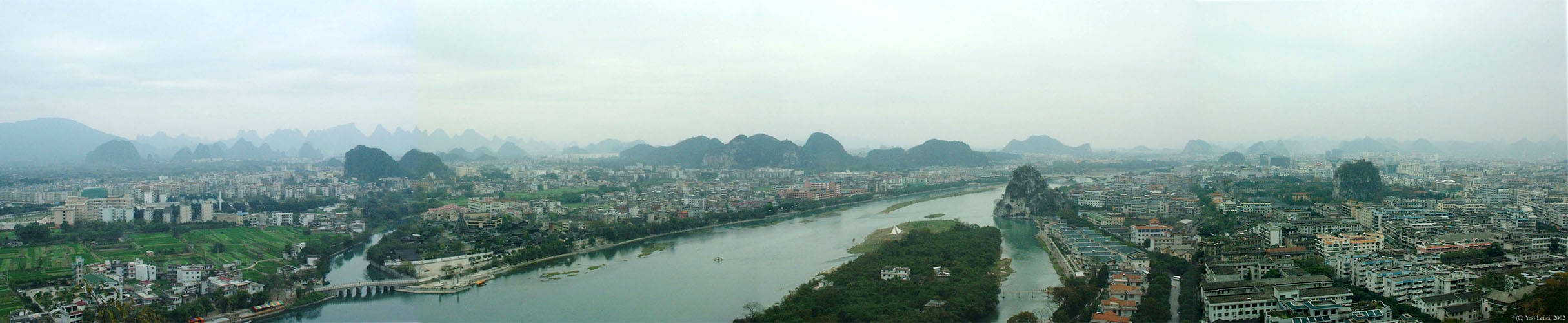
桂林市街地のパノラマ

## 教育
- 広西師範大学
- 桂林師範学院
- 桂林電子科技大学
- 桂林医学院
- 桂林理工大学
- 桂林航天工業学院
- 桂林旅遊学院

## 交通

### 航空
- 桂林両江国際空港 - 1996年10月1日開港。国内主要空港のほか、ソウル、バンコクの各空港と結ぶ。市街地まで車で30-40分、リムジンバスで60分前後。

### 鉄道
- 中国国家鉄路集団
  - 貴広旅客専用線

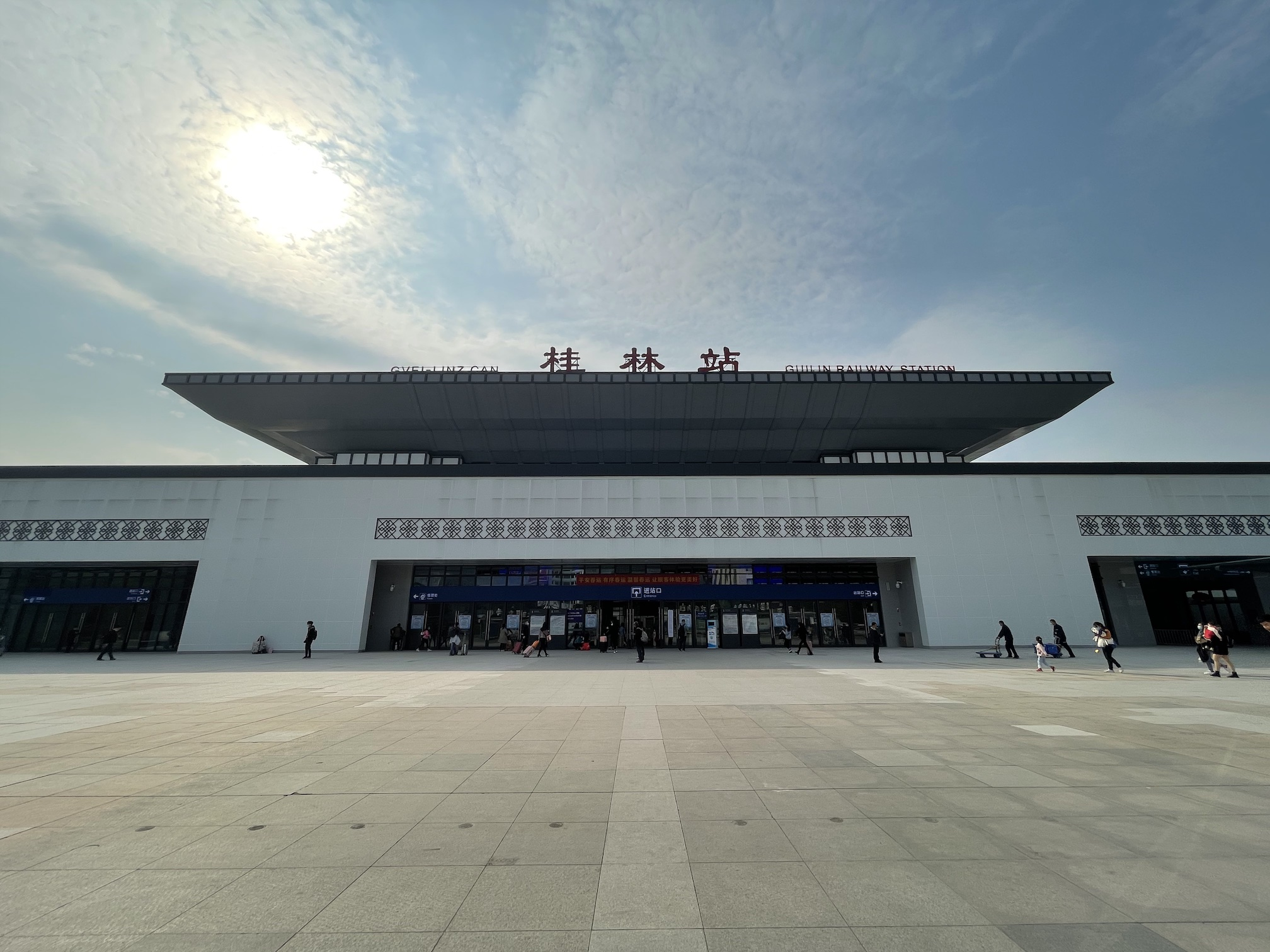
桂林駅

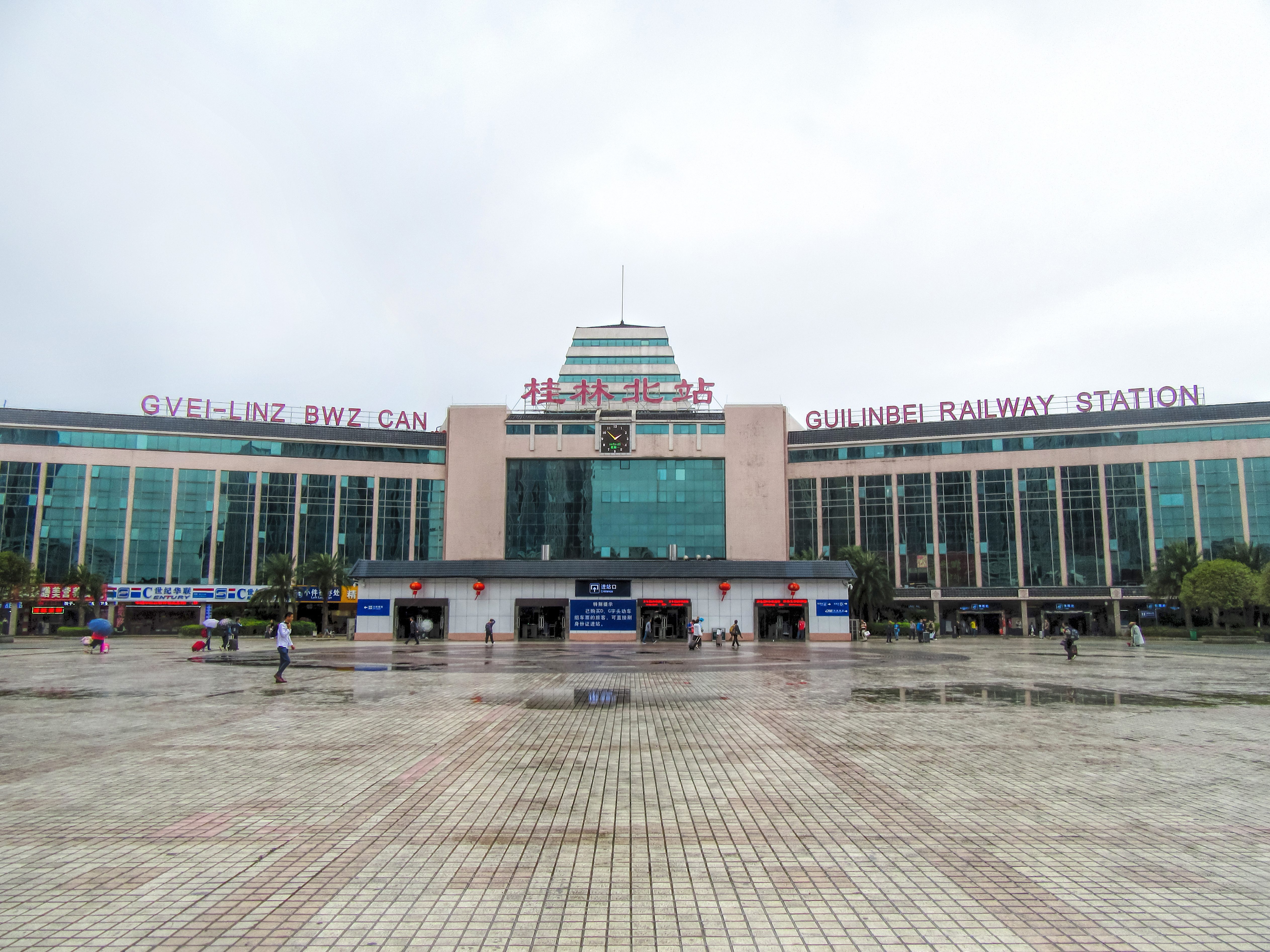
桂林北駅

    - 桂林西駅（中国語版） - 当駅と広州南駅の間は高速列車で2時間半程である。[5]

  - 衡柳線
    - 桂林駅 - 市のメインストリートである中山中路沿いにあり、地下は商店街になっている。繁華街の南端に位置し、象鼻山や七星公園にも比較的近い。貴陽、南寧、広州、長沙方面の長距離列車はここに停車する。
    - 桂林北駅（中国語版） - 桂林駅から6kmほど北にあり、中心部からは離れている。貴陽、南寧、広州、長沙方面の長距離列車はここに停車する。 - 桂林駅または桂林北駅と南寧東駅の間は高速列車で2時間から2時間半程である。[6]

### バス

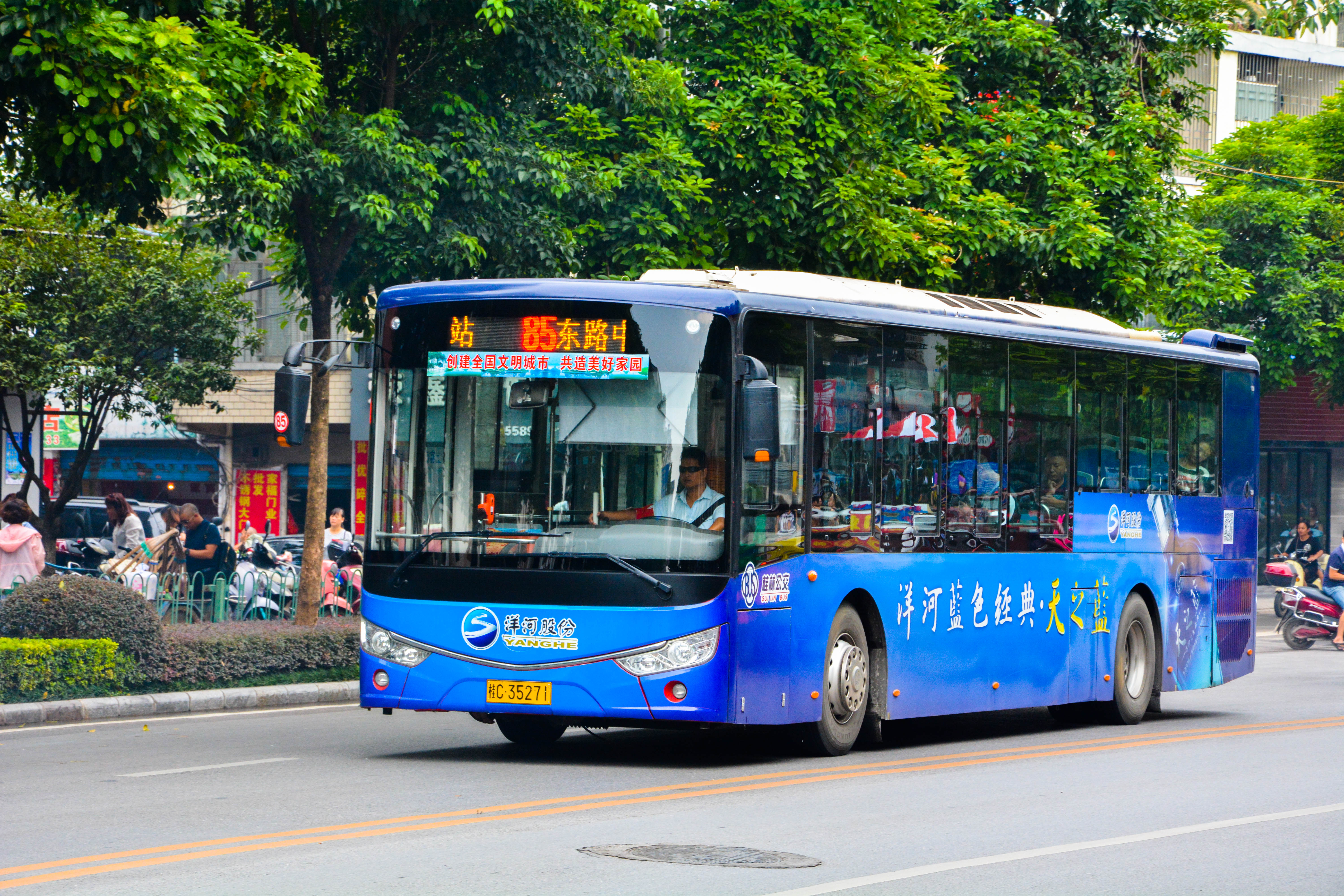
桂林公交85路

- 桂林バスターミナル - 市のメインストリートである中山中路沿いにある。桂林駅から北に徒歩5分。広州、深圳、珠海、長沙、廈門、成都、昆明をはじめとする多くの都市との間を直行バスが結んでいる。
- 路線バス（桂林公交（中国語版））が市内各地を走っており、ほとんどの観光地に行くことができる。

### 道路
- 高速道路
  -  呼北高速道路
  -  包茂高速道路
  -  泉南高速道路
  -  廈蓉高速道路
  -  汕昆高速道路
  -  桂河高速道路（中国語版）
  -  賀西高速道路（中国語版）
  -  桂林環状高速道路（中国語版）
- 国道
  - G241国道（中国語版）
  - G321国道
  - G322国道
  - G323国道
  - G357国道（中国語版）

## 観光名所

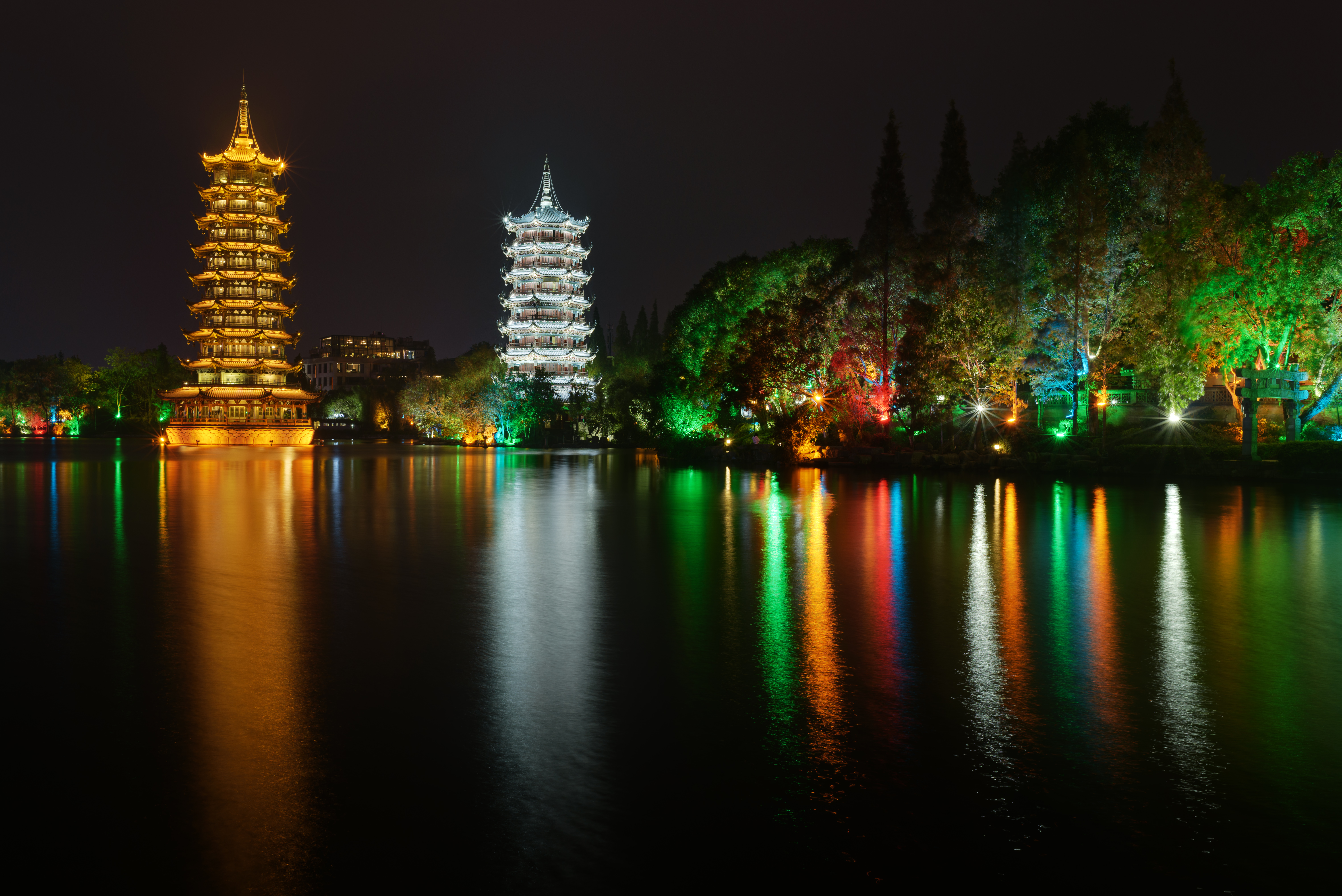
杉湖の夜景

- 漓江下り - 陽朔まで観光船で川を下る。
- 象鼻山  - 桂林市のシンボル
- 七星公園
  - 七星岩 - 鍾乳洞
  - 駱駝山
  - 桂林動物園 - 2頭のパンダがいる
- 独秀峰
- 伏波山
- 芦笛岩 - 市内にある鍾乳洞
- 龍脊棚田
- 龍勝黄洛瑶寨
- 陽朔西街
- 印象劉三姐 - 陽朔の夜のショー
- 冠岩幽洞 - 鍾乳洞
- 楊堤風光
- 黄布倒影 - 20元札に描かれている名勝。
- 九馬画山 - 崖に9頭の馬の姿が岩肌に見えるといわれている。
- 五指山
- 桂林市基督教堂
- 螺螄山
- 美女照鏡
- 月亮山
- 畳彩山
- 霊渠
- 東西巷
- 逍遥楼 - 桂林の新シンボル
- 興坪古鎮

## 健康・医療・衛生
- 桂林市第三人民医院
- 広西壮族自治区南渓山医院

## 桂林市に関係する有名人・著名人
- 石濤 - 清初に活躍した遺民画人である。
- 李宗仁 - 中華民国の軍人・政治家。国共内戦期には中華民国代理総統も務めた。
- 白崇禧 - 中華民国の軍人・政治家。
- 馬君武 - 中華民国の政治家・教育家・工学者。
- 黄現璠 - 中華民国・中華人民共和国の歴史学者・民族学者。

## 桂林市に由来する名称
- 桂林 (駆逐艦)（中国語版） - 中国人民解放軍海軍のミサイル駆逐艦。昆明級（052D型）駆逐艦の19番艦。

## 姉妹・友好提携都市
- 日本
  - 熊本県熊本市
  - 茨城県取手市
  - 茨城県美浦村（臨桂区と姉妹提携）
  - 石川県小松市
  - 兵庫県加古川市
- 韓国
  - 済州特別自治道済州市